# 尚君長
尚君長（？—878年）唐朝末年起義軍將領，尚讓之兄。
唐僖宗乾符元年（874年），尚與王仙芝等同起兵於長垣（今河南省長垣縣）。次年，隨王仙芝攻占濮州（今山東省鄄城縣北）、曹州（今山東省菏澤市西北）及鄆州，後轉戰山東、河南各地。僖宗乾符四年朝廷招討副都監楊復光遣判官吳彥宏誘降王仙芝，於是仙芝遣尚君長、楚彥威、蔡溫球三人去鄧州洽降，中途為唐招討使宋威所劫持，宋威貪功，妄報颍州（治今安徽阜陽）西南大捷，說臨陣生擒尚君長等人。楊復光大怒，上奏稱尚君長確實來降。唐朝廷遣御史歸仁紹等人調查，沒有結果，乾符四年十二月，將尚君長三人斬於狗脊嶺（長安城內東市）。